# Reserva natural nacional de la Isla de Rhinau
La reserva natural nacional de la isla de Rhinau (RNN106; en francés: réserve naturelle nationale de l'île de Rhinau) es una reserva natural nacional de Alto Rin, en el noreste de Francia, junto a la frontera con Alemania. Gestionada por el Conservatoire des sites alsaciens, fue creada el 6 de septiembre de 1991 y protege 307 hectáreas  de bosque aluvial renano.

## Localización
Ubicada entre el Viejo Rin y el Rin canalizado, la isla de Rhinau tiene una longitud de 10 km y un ancho de 400 m como máximo, y con sus 375 hectáreas de superficie se extiende sobre los municipios de Rhinau, Schoenau y Sundhouse en el Departamento del Bajo Rin francés. El acceso a la isla de Rhinau es posible desde la central hidroeléctrica de Rhinau.

## Historia del lugar y de la reserva
Antes del siglo XIX, el Rin era un río salvaje cuyos múltiples brazos e islas se desplazaban a merced de las riadas sobre una anchura que alcanzaba 9 km. El territorio era entonces una zona que sufría de paludismo. Entre 1817 y 1870 se llevaron a cabo trabajos de canalización del río para hacerlo navegable, para secar las tierras y para fijar la frontera franco-alemana. Estos trabajos implicaban una reconducción del cauce del río y de la capa freática. Desde 1925, el curso de Rin se modificó nuevamente para la instalación de centrales hidroeléctricas y para mejorar la navegación. El dique aísla el río de los medios naturales que la circundan, pero las subidas del nivel de la capa freática son siempre delicadas.

## Ecología

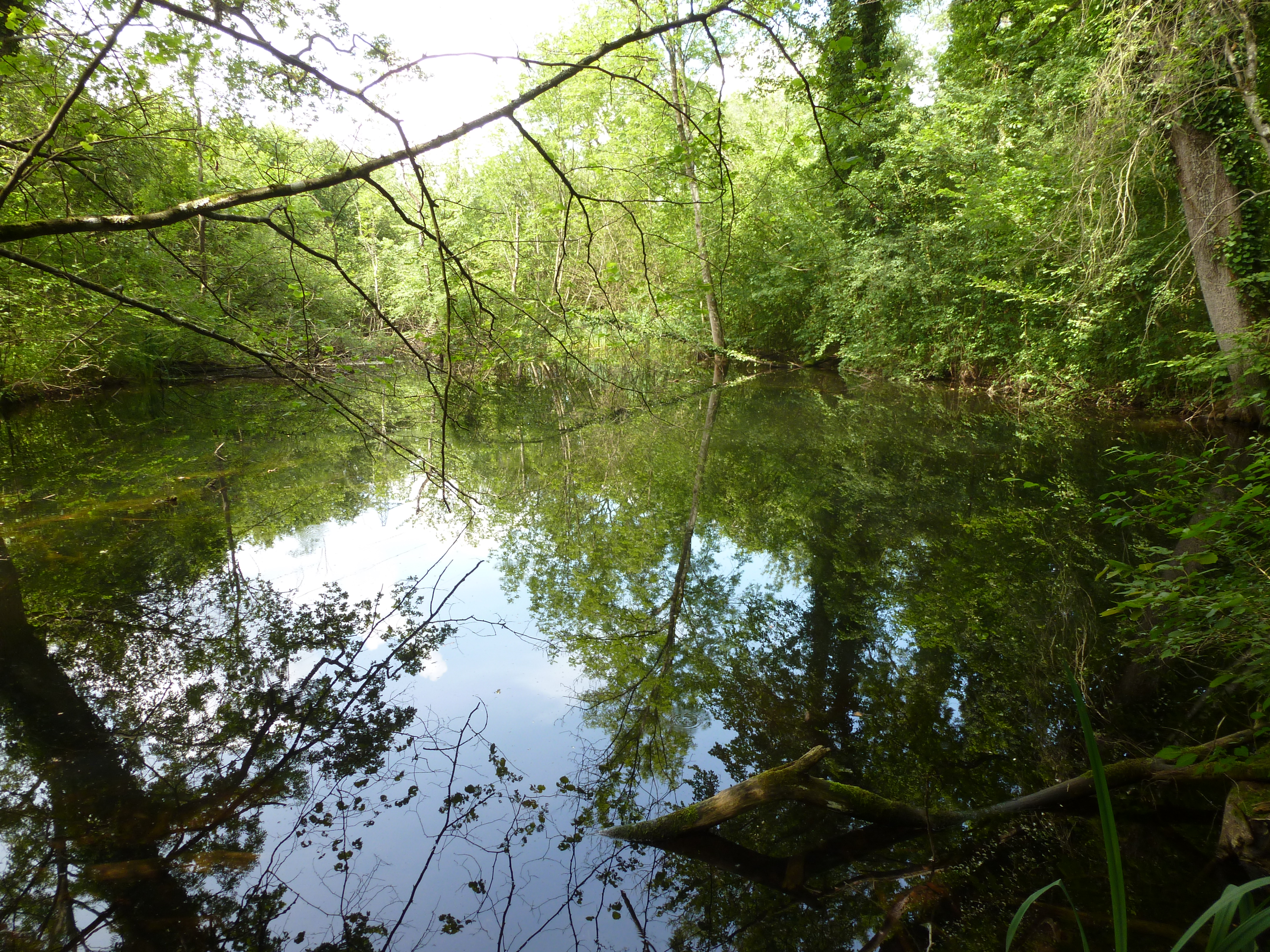
Charca en el bosque

El emplazamiento de la isla de Rhinau es un ejemplo representativo del bosque aluvial renano. Es un asientamiento específico nacido sobre los materiales depositados por las riadas del río, que son modificados constantemente. Las inundaciones del Rin ayudan a mantener el carácter aluvial del bosque, en el cual se encuentran multitud de medios forestales, herbáceos, acuáticos, a menudo de débil superficie y diversificados, que se entremezclan unos con otros.

### Flora
En la reserva natural nacional de la Isla de Rhinau se viven más de 500 especies de plantas, decenas de especies de setas, numerosos musgos e imponentes trepadoras (Clematis, hiedras…).

### Fauna
Animales como el jabalí, el corzo, el zorro, el tejón y el castor frecuentan la reserva natural. El bosque aluvial, con sus múltiples estratos, alberga más de 85 especies de abejas y de abejorros salvajes, de coleópteros y de insectos de todos los géneros. En total hay aproximadamente 140 especies de pájaros que ocupan diversos nichos ecológicos, entre los que destacan pícidos, el trepador azul, numerosos páridos, la curruca capirotada y el pinzón vulgar.
Durante el invierno, la reserva acoge recibe la visita de varios millares de patos venidos de Escandinavia: porrones moñudos, ánades frisos, patos cucharetas, serretas grandes y porrones osculados.